# Promot-Rak 67
Promot-Rak 67 – samochód Formuły 3, zaprojektowany przez Jerzego Jankowskiego i skonstruowany przez Ośrodek Techniczno-Zaopatrzeniowy pod marką Promot. Uczestniczył w Wyścigowych Samochodowych Mistrzostwach Polski w latach 1967–1979.

## Historia
Od 1967 roku samochody produkowane w Ośrodku Techniczno-Zaopatrzeniowym w Warszawie nosiły nazwę Promot. Promot-Rak 67 został zaprojektowany tak, by uzyskać większą sztywność nadwozia. Składała się na nie rama rurowa ze stopowych rur stalowych o średnicy 32 mm. Na przednie zawieszenie składały się poprzeczne wahacze nierównej długości, amortyzatory Armstrong i drążek skrętny, a na tylne – podwójne wahacze nierównej długości, dwa drążki skrętne oraz stabilizator poprzeczny. Układ hamulcowy stanowiły hamulce tarczowe Girling. W stosunku do Raka 66 powiększono kokpit. Na trzynastocalowych kołach zastosowano ogumienie Dunlop.
Samochód był przeznaczony do silników Ford Cosworth, ale można go było łatwo zaadaptować do innych jednostek.

### Cosworth
Pojazd zadebiutował w 1967 roku, a prowadził go Józef Kiełbania. Samochód był napędzany przez silnik Forda sprzężony ze skrzynią biegów Wartburga. Model nie był jednak konkurencyjny ze względu na niedopracowanie, ale okazał się nowoczesną konstrukcją. Po zawieszeniu Wyścigowych Samochodowych Mistrzostw Polski samochód z nową skrzynią biegów (Hewland) ścigał się w wyścigach górskich; jego kierowcami byli Longin Bielak i Zbigniew Sucharda. W 1972 roku Marcin Biernacki zdobył nim trzecie miejsce w mistrzostwach Polski.
Następnie samochody te były wyposażane w silniki Fiata 1300, a po inauguracji formuł Polonia i Easter – Polskiego Fiata 125p.

### BMC
W 1968 roku Zbigniew Sucharda przy pomocy Jerzego Jankowskiego zamontował w samochodzie silnik BMC o pojemności jednego litra, stosowany w Morrisie Mini. Silnik ten został szeroko zmodyfikowany, a następnie połączony ze skrzynią biegów Wartburga. Podczas modyfikacji doszło do poważnych błędów (niestaranne spawanie, zabrudzenie), wskutek czego silnik został zniszczony.

### Holbay
W 1969 roku skonstruowano dwa modele 67 z silnikami Holbay, powstałymi na bazie jednostek Forda Anglia. Ten litrowy silnik osiągał moc maksymalną 120 KM przy 12000 rpm i był sprzężony ze skrzynią biegów Colotti T46. W stosunku do oryginalnych Promotów-Raków zmieniono pewne elementy, jak przednie wahacze, pałąk ochronny czy wlot do chłodnicy.
Chociaż samochód był dość udaną konstrukcją, to nie mógł z powodzeniem uczestniczyć w zawodach międzynarodowych. Przyczynami tego były: zmiana przepisów Formuły 3 (zwiększenie pojemności silnika do 1,6 litra), brak organizacji WSMP do 1971 roku oraz niewielka liczba części zamiennych. Model uczestniczył jednakże w mistrzostwach Polski, które odbywały się ponownie od 1972 roku. Zbigniew Sucharda wygrał nim wyścig w Toruniu, po czym zakończył karierę. Jego samochód przejął Lech Jaworowicz, który zdobył tytuł mistrza Polski w 1972 roku. Jaworowicz uczestniczył w późniejszych sezonach, jednak jego samochód był wyposażony w silnik Polskiego Fiata 1,3 litra.
Niektórych elementów jednego z modeli użył Maciej Bogusławski do produkcji MB-02.

### FIAT
W związku z nowymi przepisami Formuły 3 w 1969 roku skonstruowano model z silnikiem Fiata 1500. Skrzynia biegów pochodziła od Hewlanda. Modelem tym ścigali się Józef Kiełbania, Aleksander Oczkowski, Otto Bartkowiak i Janusz Kijańczyk. Samochód okazał się niekonkurencyjny w wyścigach międzynarodowych i został dostosowany do przepisów Formuły Polonia poprzez zastosowanie w nim silnika FIAT 116C o pojemności 1,3 litra.